# Mouliherne
Mouliherne é uma comuna francesa na região administrativa da Pays de la Loire, no departamento de Maine-et-Loire. Estende-se por uma área de 40,79 km². Em 2010 a comuna tinha 858 habitantes (densidade: 21 hab./km²).